# Élections législatives de 1946 dans les territoires d'Oubangui-Chari et du Tchad
Les élections législatives françaises de 1946 se tiennent le 10 novembre. Ce sont les premières élections législatives de la Quatrième république, après l'adoption lors du référendum du 13 octobre d'une nouvelle constitution.

## Mode de scrutin
L'Assemblée nationale est composée de 618 sièges pourvus au scrutin proportionnel plurinominal suivant la règle de la plus forte moyenne dans le cadre départemental, sans panachage.
Le vote préférentiel est admis, en inscrivant un numéro d'ordre en face du nom d'un, de plusieurs ou de tous les candidats de la liste. Mais l'ordre ne pourra être modifié que si au moins la moitié des suffrages portés sur la liste est numéroté. Dans les faits les modifications ne dépasseront jamais les 7%.
Dans les anciennes colonies et nouvelles territoires d'outre-mer d'Oubangui-Chari et du Tchad, trois député sont à élire, soit un de plus que lors de la constituante élu le 2 juin.
La constitution garde en effet l'ancien système à double collège. Un siège est réservé au premier collège, qui représente les citoyens français (les Colons dans une écrasante majorité) et qui regroupe les deux territoires. 
Le second collège, qui regroupe les élites autochtones, est lui nouvellement divisé en deux circonscriptions, un pour l'Oubangui-Chari, un pour le Tchad.
Ses deux députés élus en juin dans l'ancienne double circonscription, René Malbrant (UDSR) pour le collège des citoyens, et Guy Baucheron de Boissoudy (UDSR) élu dans le collège autochtone se représentent.

## Élus
| Député sortant             | Parti | Parti | Député élu ou réélu | Parti | Parti         |
| -------------------------- | ----- | ----- | ------------------- | ----- | ------------- |
| Premier Collège            |       |       |                     |       |               |
| René Malbrant              |       | UDSR  | René Malbrant       |       | UDSR          |
| Second Collège             |       |       |                     |       |               |
| Siège créé                 |       |       | Barthélemy Boganda  |       | MRP           |
| Guy Baucheron de Boissoudy |       | UDSR  | Gabriel Lisette     |       | PPT-RDA (URR) |

## Résultats

### Premier collège
|          | UDSR (Admin fr.) | René Malbrant * | 1 003 | 83,93  |  |  |
|          |                  | Pierre Plumeau  | 192   | 16,07  |  |  |
|          |                  |                 |       |        |  |  |
| Inscrits | Inscrits         | Inscrits        | 1 807 | 100,00 |  |  |
| Votants  | Votants          | Votants         | 1 228 | 67,96  |  |  |
| Exprimés | Exprimés         | Exprimés        | 1 195 | 97,31  |  |  |

### Second collège (Oubangui-Chari)
|          | MRP       | Barthélemy Boganda      | 10 846 | 48,33  |  |  |
|          | Admin fr. | Gérard Tarquin          | 5 190  | 23,12  |  |  |
|          | SFIO      | Jean-Baptiste Songomali | 4 801  | 21,39  |  |  |
|          | RGR       | Joseph-François Reste   | 1 607  | 7,16   |  |  |
|          |           |                         |        |        |  |  |
| Inscrits | Inscrits  | Inscrits                | 32 716 | 100,00 |  |  |
| Votants  | Votants   | Votants                 | 22 949 | 70,15  |  |  |
| Exprimés | Exprimés  | Exprimés                | 22 444 | 97,80  |  |  |

### Second collège (Tchad)
|          | PPT-RDA (URR) | Gabriel Lisette              | 7 268  | 41,30  |  |  |
|          | UDSR          | Guy Baucheron de Boissoudy * | 6 788  | 38,57  |  |  |
|          |               | Henri Montchamp              | 2 890  | 16,42  |  |  |
|          |               | Pierre Toura Gaba            | 652    | 3,71   |  |  |
|          |               |                              |        |        |  |  |
| Inscrits | Inscrits      | Inscrits                     | 27 664 | 100,00 |  |  |
| Votants  | Votants       | Votants                      | 17 855 | 64,54  |  |  |
| Exprimés | Exprimés      | Exprimés                     | 17 598 | 98,56  |  |  |